# Daredevil Jack
Daredevil Jack è un serial cinematografico del 1920 diretto da W. S. Van Dyke.

## Produzione
Il film fu prodotto dalla Robert Brunton Productions.

## Distribuzione
Distribuito dalla Pathé Exchange in quindici episodi, il serial uscì negli Stati Uniti nel 1920.
Non si conoscono copie complete ancora esistenti della pellicola che viene considerata presumibilmente perduta, tranne una copia, conservata negli archivi dell'UCLA Film and Television Archive che comprende gli episodi dall'1 al 4, più un episodio non identificato.